# لیسا گی همیلتون
لیسا گی همیلتون (انگلیسی: Lisa Gay Hamilton؛ زادهٔ ۲۵ مارس ۱۹۶۴) یک تهیه‌کننده، بازیگر سینما، کارگردان، و هنرپیشه اهل ایالات متحده آمریکا است. وی از سال ۱۹۸۵ میلادی تاکنون مشغول فعالیت بوده‌است.
از فیلم‌ها یا برنامه‌های تلویزیونی که وی در آن نقش داشته‌است می‌توان به ۱۲ میمون، حیوان‌صفت، حقیقت درباره چارلی و برهنه در نیویورک اشاره کرد.